# Anyphops thornei
Anyphops thornei là một loài nhện trong họ Selenopidae.
Loài này thuộc chi Anyphops. Anyphops thornei được George Newbold Lawrence miêu tả năm 1940.